# Avortement au Canada
L'avortement au Canada est légal, sans restriction, à tous les stades d'une grossesse depuis 1988. Il présente la particularité de ne pas être encadré légalement.

## Histoire
Avant 1869, au Canada, aucune loi ne fait mention de la question de l'avortement.

### Criminalisation

#### Loi sur les infractions contre la personne de 1869
La Loi sur les infractions contre la personne de 1869 a eu un impact significatif sur le droit à l’avortement au Canada. En criminalisant l’interruption de grossesse, cette loi a marqué le début d’une période où l’avortement était considéré comme un crime grave, avec la possibilité d’une peine de prison à vie,. Cette loi a créé un climat de peur et d’incertitude pour les femmes qui cherchaient à mettre fin à une grossesse. Elle a également conduit à une augmentation des avortements clandestins et non médicalisés, ce qui a entraîné de nombreux problèmes de santé pour les femmes concernées. Malgré la sévérité de ces lois, les poursuites pour avortement étaient relativement rares,. Cependant, l’impact de cette loi a été ressenti pendant près d’un siècle, jusqu’à ce que des changements législatifs majeurs soient apportés en 1969.

#### Loi de 1892: la criminalisation totale
La loi de 1892 a marqué une étape importante dans l’histoire de l’avortement au Canada. Cette loi a renforcé la criminalisation de l’avortement initiée par la Loi sur les infractions contre la personne de 1869. En plus de criminaliser l’avortement, la loi de 1892 a également criminalisé la distribution et la vente de produits contraceptifs, ainsi que la diffusion d’informations sur ces produits,. Le médecin ou la personne qui pratiquait l’avortement ou aidait une femme à interrompre une grossesse encourait la prison à vie, tandis que la femme qui avortait risquait deux ans de prison. Cependant, malgré la sévérité de ces lois, les poursuites pour avortement étaient relativement rares. Cette loi a eu un impact significatif sur les droits reproductifs des femmes au Canada et a rendu l’accès à l’avortement et à la contraception extrêmement difficile. 

### Décriminalisation

#### Bill omnibus de 1968-69
La loi est modifiée en 1969 par le gouvernement de Pierre Elliot Trudeau pour légaliser l'avortement dans les situations où la santé de la femme est mise en danger par la grossesse,,,. L'avortement est autorisé seulement dans des hôpitaux agréés et après approbation par un comité de médecins. La légalisation de l'avortement est réclamée depuis 1967 par l'Association médicale canadienne, tandis que la Société des obstrétiens et gynécologues du Canada (SOGC) ne s'exprime pas à ce sujet. La commission royale d'enquête sur la situation de la femme émet un rapport en 1970 qui préconise la légalisation de l'avortement jusqu'à 12 semaines de grossesse dans le cas de grossesses régulières et la possibilité d'interrompre la grossesse à tout stade si la grossesse est pathologique pour la mère ou l'enfant. 

#### Rapport Badgley
Les effets de la loi sont estimés insatisfaisants en 1975 par un comité. Le rapport Badgley qui en découle établit qu'il existe d'importantes inégalités dans l'accès à l'avortement au Canada, notamment entre les centres urbains et les régions moins dotées, et que les délais moyens d'accès à un avortement sont de huit semaines.

### Lutte pour le droit à l'avortement
Dans les années 1960, les groupes féministes au Canada ont joué un rôle crucial dans la lutte pour le droit à l’avortement. En 1968, des étudiantes de l’Université McGill ont créé un « manuel » de régulation des naissances. Des associations féministes comme la Fédération des femmes du Québec ont milité pour le droit à la contraception et à l’avortement.

#### La Caravane de l'avortement
La Caravane de l’avortement de 1970 a été un événement marquant dans la lutte pour le droit à l’avortement au Canada. Au mois de mai 1970, cette caravane a fait le trajet de Vancouver à la Colline parlementaire à Ottawa. Les femmes du Québec, bien qu’elles réclamaient elles aussi le droit à l’avortement libre et gratuit pour toutes, ont refusé de participer à la Caravane pour l’avortement car elles ne reconnaissaient pas la légitimité du gouvernement fédéral. 

##### Au Québec
En solidarité, le Front de libération des femmes du Québec a organisé la première manifestation québécoise en faveur du libre-choix le lendemain de l’arrivée de la caravane à Ottawa, soit le 10 mai 1970, au Parc Lafontaine. Cet événement a marqué un tournant important dans la lutte pour le droit à l’avortement au Canada.

#### Henry Morgentaler
Le médecin Henry Morgentaler est plusieurs fois poursuivi pour la réalisation d'avortements non autorisés. Il est condamné à de la prison en 1975. Il fonde une clinique d'avortements à Montréal (Québec) et revendique la pratique d'avortements en dehors du cadre légal. Poursuivi, il est acquitté. L'ouverture de cliniques similaires dans les provinces du Manitoba et de l'Ontario le mène jusqu'à la Cour suprême qui l'acquitte ; un nouveau procès en appel aboutit à nouveau à son acquittement par la Cour suprême.
En 1988, l'arrêt Morgentaler contre Sa Majestée la Reine invalide l'article 251 du Code criminel relatif à l'avortement, le déclarant inconstitutionnel et contraire à l'article 7 de la Charte canadienne des droits et libertés qui assure la sécurité de la personne,. Aucune loi ne remplace cet article depuis, rendant l'avortement légal depuis. La Cour ne statue cependant pas sur le droit du foetus dans sa décision.

#### Affaire Chantal Daigle
L'affaire Chantal Daigle contre Guy Tremblay statue sur le statut du fœtus pendant une grossesse. Ayant l'intention d'avorter, Chantal Daigle quitte Guy Tremblay mais celui celui obtient une injonction interdisant à son ancienne compagne d'avorter, sur la base du droit à la vie du foetus. L'injonction est dans un premier temps confirmé par la Cour d'appel du Québec. Chantal Daigle réalise finalement un avortement aux États-Unis durant le procès, mais la situation pouvant concerner d'autres femmes, la Cour décide de statuer malgré tout et annule unanimement l'injonction, en considérant que le foetus n'est pas un être humain selon la Charte canadienne des droits et libertés et qu'il ne bénéficie donc pas d'un droit à la vie. Par cette décision, la Cour statue sur le fait que le père n'a pas de droit de propriété sur un foetus à naître.  

#### Projet de loi C-43
Une proposition de loi pour criminaliser l'avortement est proposée par le gouvernement de Brian Mulroney en 1990 et adoptée par la Chambre des communes,. Elle vise à limiter l'avortement aux cas où la santé de la femme est en danger et à criminaliser les autres cas. Le Sénat s'oppose au projet de loi qui n'entre pas en vigueur,.

#### Projet de loi C-484
Le Projet de loi C-484 de 2008, également connu sous le nom de Loi sur les enfants non encore nés victimes d’actes criminels, a été présenté lors de la 39e législature, 2e session du 16 octobre 2007 au 7 septembre 2008. Ce projet de loi visait à modifier le Code criminel pour reconnaître comme une infraction distincte le fait de blesser ou de causer la mort d’un « enfant non encore né » lorsqu’une femme enceinte est victime d’un acte criminel. Cependant, ce projet de loi a suscité une opposition significative. Les critiques ont soutenu que cette modification ne protégerait pas les femmes enceintes et ne ferait rien pour contrer la violence faite aux femmes. De plus, ils ont soutenu que l’enjeu réel de ce projet de loi était la reconnaissance juridique du droit du fœtus à la vie, et la recriminalisation éventuelle de l’avortement. En effet, selon plusieurs, l’adoption du projet de loi C-484 aurait introduit un changement important dans le droit canadien en reconnaissant au fœtus le « droit à la vie ».

## Conditions
L'avortement est un service financé par l'État, à travers la loi canadienne sur la santé. Les avortements peuvent être réalisés dans des cliniques publiques ou privées. 

### Modalités
L'avortement est possible durant toute la grossesse, dans un hôpital, une clinique spécialisée ou un centre local de ressources communautaires. Les médecins et les établissements qui refusent de pratiquer un avortement à un stade avancé de grossesse sont tenus d'adresser leurs patientes à d'autres structures.
Les mineurs à partir de 14 ans n'ont pas besoin de permission parentale pour accéder à l'avortement, même si entre 14 et 17 ans la personne doit les informer de son séjour dans un établissement médical. En deçà de 14 ans, la personne doit disposer de l'accord de son tuteur ou de ses parents. La personne majeure inapte peut exprimer son souhait d'avorter, mais elle doit disposer de l'accord de ses parents, de son tuteur ou de son conjoint pour y avoir accès.
L'avortement est généralement gratuit,.

### Méthodes
L'avortement médicamenteux par administration mifépristone et misoprostol est autorisé depuis 2015 et possible depuis 2017, jusqu'à 9 semaines de grossesse. Le Moifegymiso peut être délivré par une infirmière ou un médecin.
L'avortement chirurgical est réalisé à tout stade.

### Inégalités d'accès
L'accès à l'avortement est cependant inégal en fonction des provinces, les régions rurales et certaines provinces moins peuplées étant moins dotées que d'autres,. L'Île du Prince Édouard ne dispose en 2016 d'aucun service assurant un avortement tandis que la province du Nouveau-Brunswick ne permet qu'à trois cliniques de réaliser des avortements en 2022 et n'assure pas les avortements chirurgicaux hors d'un hôpital.

## Envergure
Environ 100 000 avortements sont pratiqués au Canada chaque année. Une Canadienne sur trois est concernée par un avortement au cours de sa vie. La majorité des avortements ont lieu au cours du premier trimestre de grossesse.

## Opposition
Plusieurs médecins font l'objet de violences en raison de leur engagement en faveur de l'avortement.